# Caprice bohémien
Caprice bohémien, Op. 12 (in russo Каприччио на цыганские темы, Capriccio su temi zingari?) è un poema sinfonico di Sergej Vasil'evič Rachmaninov.

## Storia della composizione
Il 2 agosto 1892 Rachmaninov scrisse, in una lettera al suo amico M. A. Slonov:
Nell'estate dello stesso anno il lavoro venne terminato, ma la sua orchestrazione fu completata solo nel 1894. Dopo l'opera Aleko, basata sul poema Gli Zingari di Puškin, Caprice bohémien fu il secondo lavoro di Rachmaninov ispirato al folklore zingaro. Il compositore conosceva il canto gitano grazie alla famosa interprete A. A. Aleksandrova, che frequentava presso i suoi amici Anna A. e Pëtr V. Lodyženskij; a quest'ultimo è dedicato il pezzo. Caprice bohémien fu eseguito per la prima volta il 22 novembre 1895, diretto dallo stesso Rachmaninov.

## Struttura della composizione
Dopo una breve introduzione delle percussioni, il pezzo procede con accordi lenti e drammatici espressi dai legni bassi e rispecchiati agli ottoni bassi. Un breve interludio dei fiati alti porta ad un tema esplosivo agli archi, che riecheggierà varie volte nel corso del brano. La parte centrale del brano presenta l'indicazione di tempo Lento lugubre. Alla marcia funebre. Nell'ultima parte del pezzo l'orchestra si ricostruisce su diversi temi forti e potenti. L'idea dei piaceri della vita degli zingari è data dalla vivace sequenza finale.